# Pneumatic Hammers
Pneumatic Hammers è un videogioco ambientato in un impianto minerario, pubblicato nel 1987 per Amstrad CPC, Commodore 64 e ZX Spectrum dalla Firebird, nella linea economica Silver Range. Il concetto del gioco era molto originale, ma l'accoglienza della critica in genere non fu entusiasta, in particolare la versione Spectrum ricevette alcuni giudizi estremamente negativi dalla stampa britannica.

## Trama
La base di ricerca aurifera di Lee Valley è un grande impianto situato al centro di un fiume in fondo a una gola rocciosa. Un sistema automatico di macchine battipalo sta piantando alcuni piloni nel letto del fiume, ma è andato fuori controllo e le vibrazioni incessanti stanno facendo crollare le pareti della gola. L'ingegnere minerario Red O'Blair, atterrato in elicottero sul tetto, deve risolvere da solo la situazione prima che il crollo totale distrugga l'impianto. Per poter arrestare le battipalo deve ricostruire uno speciale interruttore danneggiato, usando l'impianto stesso per fondere l'interruttore in oro. Le necessarie pepite possono essere trovate tra i detriti rocciosi che stanno crollando ai due lati della gola.

## Modalità di gioco
L'impianto è formato da una torre di cinque piani con veduta laterale, collegati da un doppio ascensore. I piloni vengono conficcati nel letto del fiume da ambo i lati dell'impianto, tre per parte. Tra il fiume e le pareti della gola c'è un po' di terreno dove stanno franando i detriti. La metà superiore dello schermo mostra l'azione di gioco; a seconda del luogo in cui ci si trova, si muove il personaggio di Red visto di lato, oppure si controlla una specifica apparecchiatura usando un cursore a forma di mano. La metà inferiore dello schermo mostra sempre una mappa in sezione di tutta l'area, con indicazione del numero di pepite franate da ciascun lato e della direzione della prossima frana.
Per raggiungere l'oro Red deve attraversare il fiume da uno dei due lati, saltando sulle teste dei tre piloni. Bisogna passare nei momenti in cui ciascun battipalo è in posizione sollevata, ma comunque il personaggio non può essere schiacciato; se un pistone lo colpisce, Red cade in acqua e torna a riva, perdendo solo tempo. Superato il fiume si ha una schermata con cursore, e tramite un cercametalli preventivamente preso alla base si possono trovare le pepite d'oro da raccogliere, ascoltando il segnale sonoro dello strumento. Eventuali frane possono causare la perdita dell'oro e del cercametalli se non è tenuto in mano, mentre il personaggio non corre rischi.
Ogni volta che si torna all'impianto con un carico di pepite, queste vanno pesate nell'apposita stanza, perché solo alcune misure sono utilizzabili, altrimenti si può rovinare tutta la fusione. Non c'è una misura diretta dei pesi, ma le pepite possono solo essere confrontate tra loro, per cui stabilire i pesi diventa un rompicapo. Le pepite valide vanno caricate in una fornace dove si ha il controllo del termostato. Un'altra attrezzatura disponibile è una gru, con la quale si possono caricare dei tronchi che servono per aumentare l'altezza dei piloni, quando questi a causa del continuo battimento affondano nel fiume. L'obiettivo per la vittoria è fondere esattamente un certo peso d'oro, mentre si viene sconfitti se si accumulano eccessive frane.